# سكيراوية
السكيراوية (الاسم العلمي: Schizosaccharomycetaceae) هي فصيلة من الفطريات تتبع رتبة السكيراويات من طائفة السكيراوانية.

## الأجناس
- السكيراء